# Portland (Arkansas)
Portland ist eine Stadt im Ashley County im US-Bundesstaat Arkansas.
Portland liegt im Südwesten von Arkansas nahe der Grenze zu Louisiana und wird vom U.S. Highway 165, von der Arkansas State Route 902 und von der Arkansas State Route 278 tangiert.

## Geographie
Nach den Angaben des United States Census Bureaus hat die Stadt eine Fläche von 2,8 km², die vollständig aus Land besteht.

## Demographie
Zum Zeitpunkt des United States Census 2000 bewohnten Portland 552 Personen. Die Bevölkerungsdichte betrug 197,3 Personen pro km². Es gab 247 Wohneinheiten, durchschnittlich 88,3 pro km². Die Bevölkerung bestand zu 55,62 % aus Weißen, 42,93 % Schwarzen oder African American, 0,18 % Native American, 0,91 % Asian, 0,36 % Pacific Islander, 0,91 % gaben an, anderen Rassen anzugehören und 0,36 % nannten zwei oder mehr Rassen. 2,72 % der Bevölkerung erklärten, Hispanos oder Latinos jeglicher Rasse zu sein.
Die Bewohner Portlands verteilten sich auf 213 Haushalte, von denen in 31,5 % Kinder unter 18 Jahren lebten. 54,0 % der Haushalte stellten Verheiratete, 15,0 % hatten einen weiblichen Haushaltsvorstand ohne Ehemann und 28,2 % bildeten keine Familien. 26,3 % der Haushalte bestanden aus Einzelpersonen und in 15,5 % aller Haushalte lebte jemand im Alter von 65 Jahren oder mehr alleine. Die durchschnittliche Haushaltsgröße betrug 2,59 und die durchschnittliche Familiengröße 3,12 Personen.
Die Stadtbevölkerung verteilte sich auf 27,4 % Minderjährige, 8,2 % 18–24-Jährige, 25,2 % 25–44-Jährige, 21,7 % 45–64-Jährige und 17,6 % im Alter von 65 Jahren oder mehr. Das Durchschnittsalter betrug 38 Jahre. Auf jeweils 100 Frauen entfielen 89,0 Männer. Bei den über 18-Jährigen entfielen auf 100 Frauen 93,7 Männer.
Das mittlere Haushaltseinkommen in Portland betrug 28.036 US-Dollar und das mittlere Familieneinkommen erreichte die Höhe von 32.375 US-Dollar. Das Durchschnittseinkommen der Männer betrug 23.750 US-Dollar, gegenüber 20.446 US-Dollar bei den Frauen. Das Pro-Kopf-Einkommen in Portland war 13.094 US-Dollar. 15,9 % der Bevölkerung und 14,5 % der Familien hatten ein Einkommen unterhalb der Armutsgrenze, davon waren 11,3 % der Minderjährigen und 19,3 % der Altersgruppe 65 Jahre und mehr betroffen.